# Església del Baptista de Gareja
L'església del Baptista de Gareja o monestir de Sant Joan Baptista (en georgià: ნათლისმცემლის მონასტერი) és un monument històric i arquitectònic al complex monàstic de David Gareja. Està situat a la regió de Kakhètia, a l'est de Geòrgia, junt als vessants del desert del Mont Gareja, a uns 60-70 km al sud-est de la capital del país, Tbilisi.

## Història
Els fonaments del monestir de Sant Joan Baptista, situat a 12 km a l'oest de l'altiplà del monestir de David Gareja, van ser col·locats per Luciane, un dels deixebles de David Gareja, a la fi del segle vii, segons la tradició de l'església.

## Característiques arquitectòniques
El complex consta de nombrosos temples de coves i una església central. L'església central destaca per la seva extraordinària alçada. La iconografia de l'església principal es remunta al segle xviii.
Hi ha una església més petita al sud de l'església principal. Per arribar a aquesta església cal escalar la roca. També hi ha un campanar alt i cambres per als monjos situats enfront d'aquesta església. Els interiors daten del segle xii. Encara poden veure's fragments dels decorats pintats durant la primera meitat del segle xii als interiors de l'església.

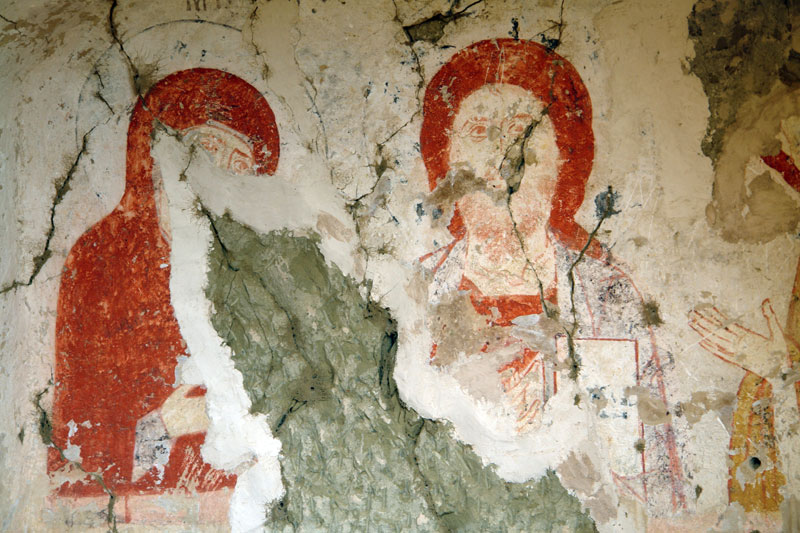
Fresc decoratiu dins del monestir
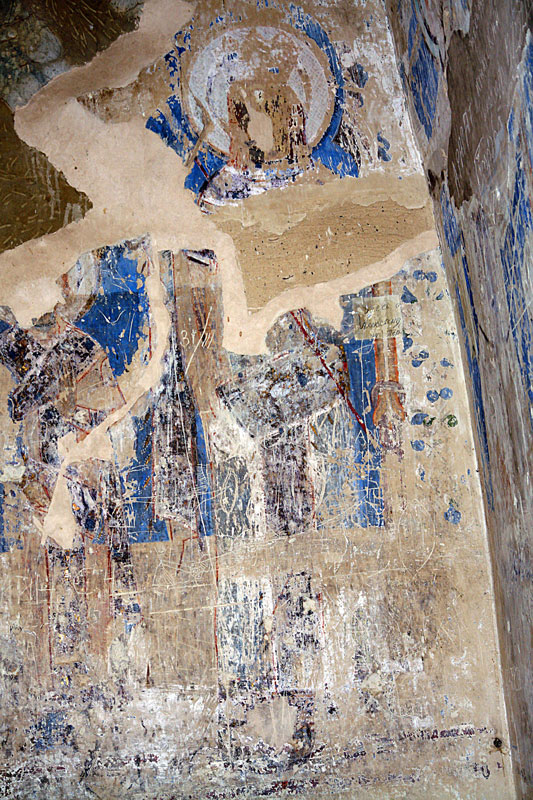
Detall del fresc de la reina Tamara
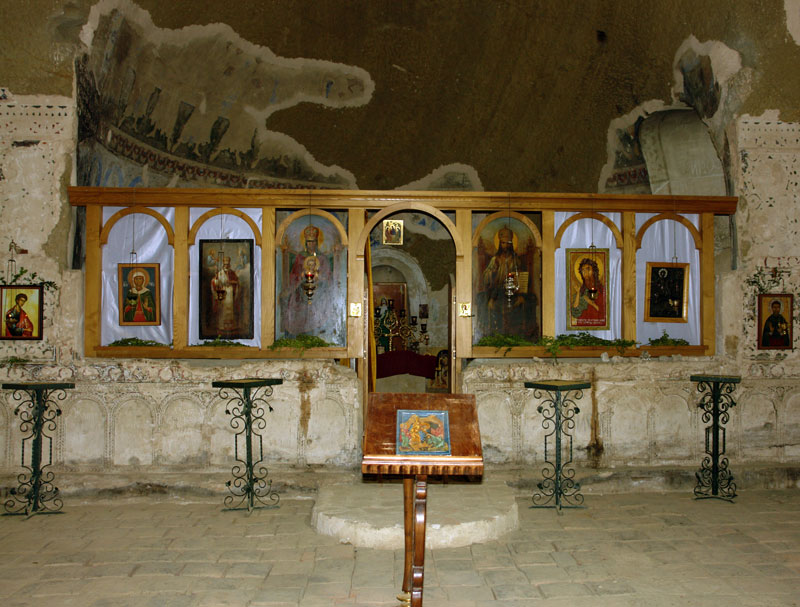
Vista de l'iconòstasi de l'altar de l'església